# Cneorum trimerum
Cneorum trimerum är en vinruteväxtart som först beskrevs av Ignatz Urban, och fick sitt nu gällande namn av Chod.. Cneorum trimerum ingår i släktet Cneorum och familjen vinruteväxter. Inga underarter finns listade i Catalogue of Life.